# Molnár József (irodalomtörténész)
Molnár József (Csenger, 1905. június 9. – Budapest, 1986. december 30.), tanár, irodalomtörténész.

## Életpályája
Molnár József 1905. június 9-én született Csengerben. A debreceni Tudományegyetemen szerzett francia szakos tanári oklevelet, közben szülőfalujában Csengerben már nyelvészeti, néprajzi kutatásokat végzett. Tudományos munkáját családtörténetekkel kezdte, megírta Riskó Ignác részletes életrajzát, valamint Csenger történetét is. 1932–1933 között Höllrigl József régésszel a középkori templomban a Csaholyi és a Melith család sírboltjait tárta fel. 1931–1932 között a Sorbonne Egyetemen volt ösztöndíjas, majd 1932–1945 között Hajdúnánáson tanított az ottani református gimnáziumban. Itt megszervezte a Hajdú Múzeumot, majd Debrecenben tanított. Csengerre vonatkozó legnagyobb érdeme, hogy a nyári szünetekben a Szuhányi levéltárból kimásolta a város 19. század-i iratait, melyek eredetijei 1944-ben megsemmisültek.
1945-ben került Budapestre, ahol pedagógiai és irodalomtörténeti tudományokkal foglalkozott, így például Jókai, Kaffka Margit, Kölcsey, Petőfi szatmári kapcsolataival. A Jókai kritikai kiadás több kötetének volt lektora. Összes közleményeinek száma - melyben számos Csengerrel foglalkozó van - meghaladja a 700-at. Az ő révén vált ismertté csengeri hímzés a szakirodalomban. Budapesten az Eötvös Loránd Tudományegyetem Gyakorló Gimnáziumának magyar szakos tanára lett. 1951–1955 között a Tankönyvkiadó Vállalat munkatársaként gimnáziumi irodalmi tankönyvek szerkesztése volt a feladata. Ezután ismét tanárként, később szakfelügyelőként dolgozott nyugdíjba vonulásáig, 1970-ig. 
A Magyar Nyelv Értelmező Szótárának és Jókai Mór művei kritikai kiadásának munkatársa volt. A felvilágosodás és a reformkor magyar irodalmával foglalkozott. Jókai Mór keletkezéstörténetileg nagy jelentőségű noteszeinek elemzése is az ő nevéhez fűződik. E témában a harmincas években a Debreceni Szemle című lapban közölt tanulmányokat.

## Főbb művei
- Görög Demeter (Budapest, 1975)
- Kölcsey Ferenc testamentuma (Julow Viktorral, Budapest, 1983)